# Gragnague
Gragnague (okzitanisch: Granhaga) ist eine französische Gemeinde mit 2.428 Einwohnern (Stand: 1. Januar 2022) im Département Haute-Garonne in der Région Midi-Pyrénées. Sie gehört zum Arrondissement Toulouse und zum Kanton Pechbonnieu. Die Einwohner werden Gragnaguais genannt.

## Geographie
Gragnague liegt etwa 13 Kilometer nordöstlich von Toulouse am Girou. Umgeben wird Gragnague von den Nachbargemeinden Montastruc-la-Conseillère im Norden, Saint-Jean-Lherm im Nordosten, Bonrepos-Riquet im Osten, Saint-Marcel-Paulel im Südosten, Lavalette im Süden, Beaupuy im Südwesten, Castelmaurou im Westen sowie Garidech im Nordwesten.
In Gragnague zweigt die Autoroute A680 von der Autoroute A68 ab.

## Bevölkerungsentwicklung
| Jahr                       | 1962 | 1968 | 1975 | 1982 | 1990 | 1999 | 2006 | 2013 | 2020 |
| Einwohner                  | 401  | 422  | 596  | 723  | 889  | 1437 | 1554 | 1753 | 2141 |
| Quellen: Cassini und INSEE |      |      |      |      |      |      |      |      |      |

## Sehenswürdigkeiten

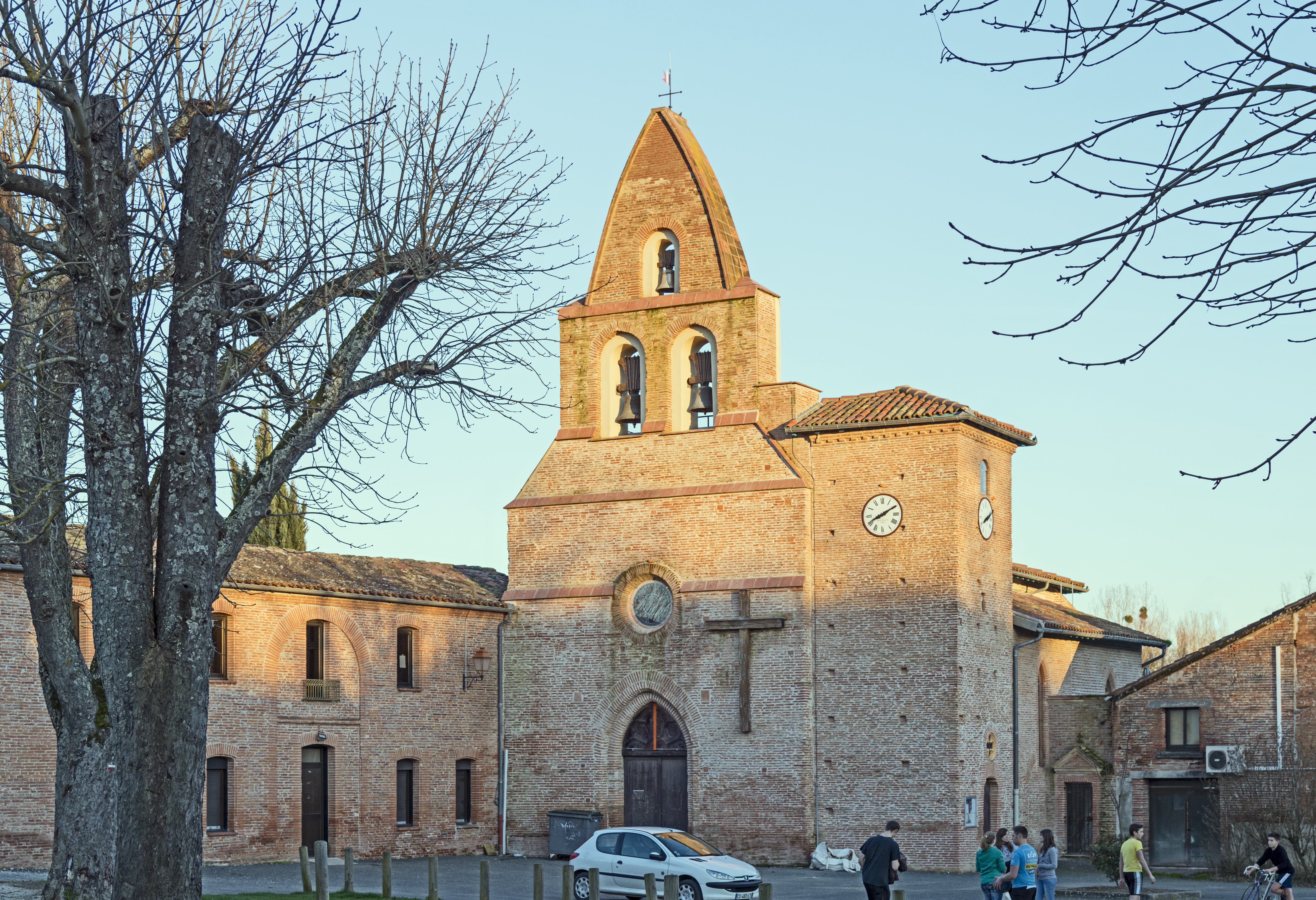
Kirche Saint-Vincent
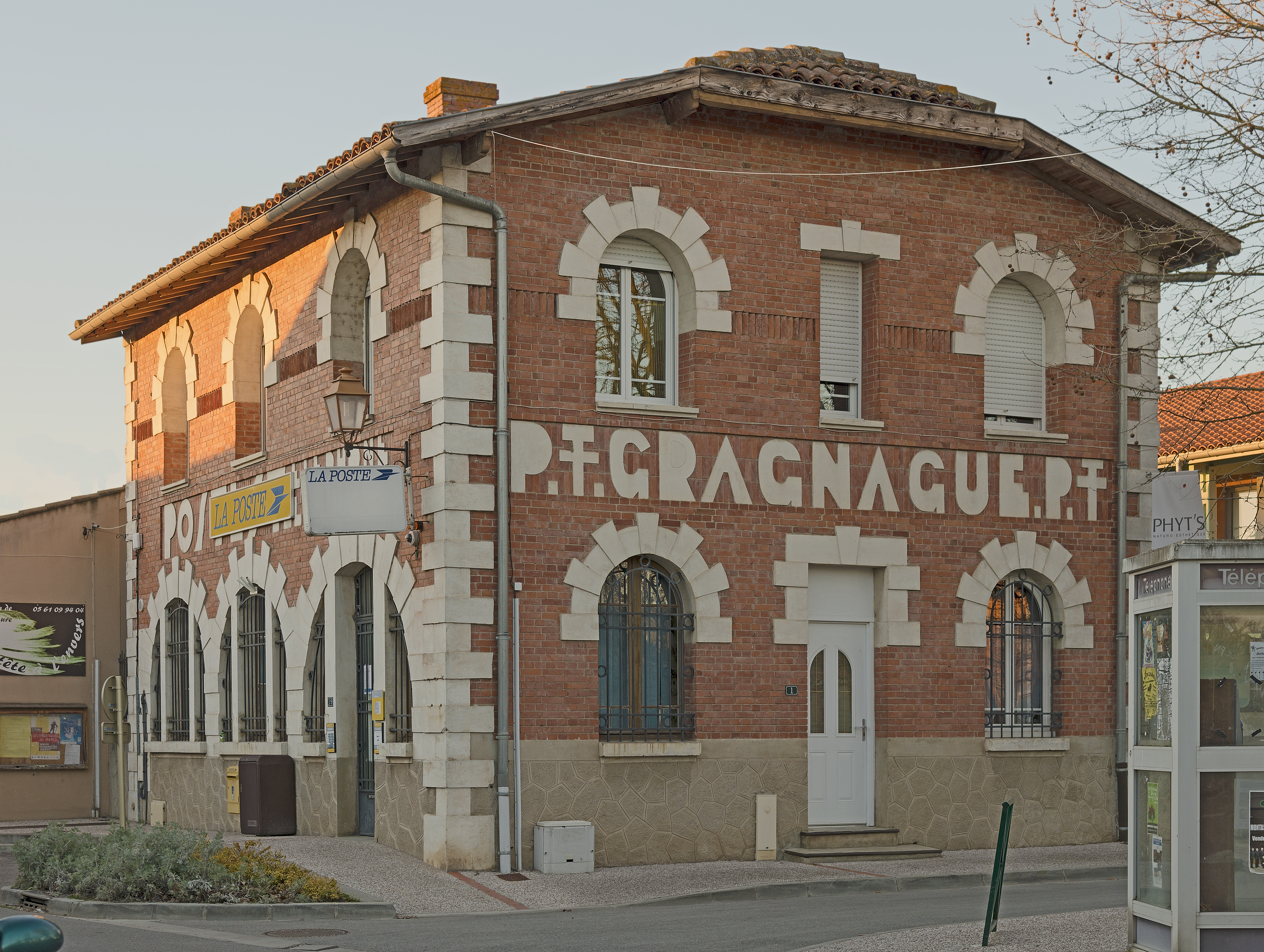
Postamt
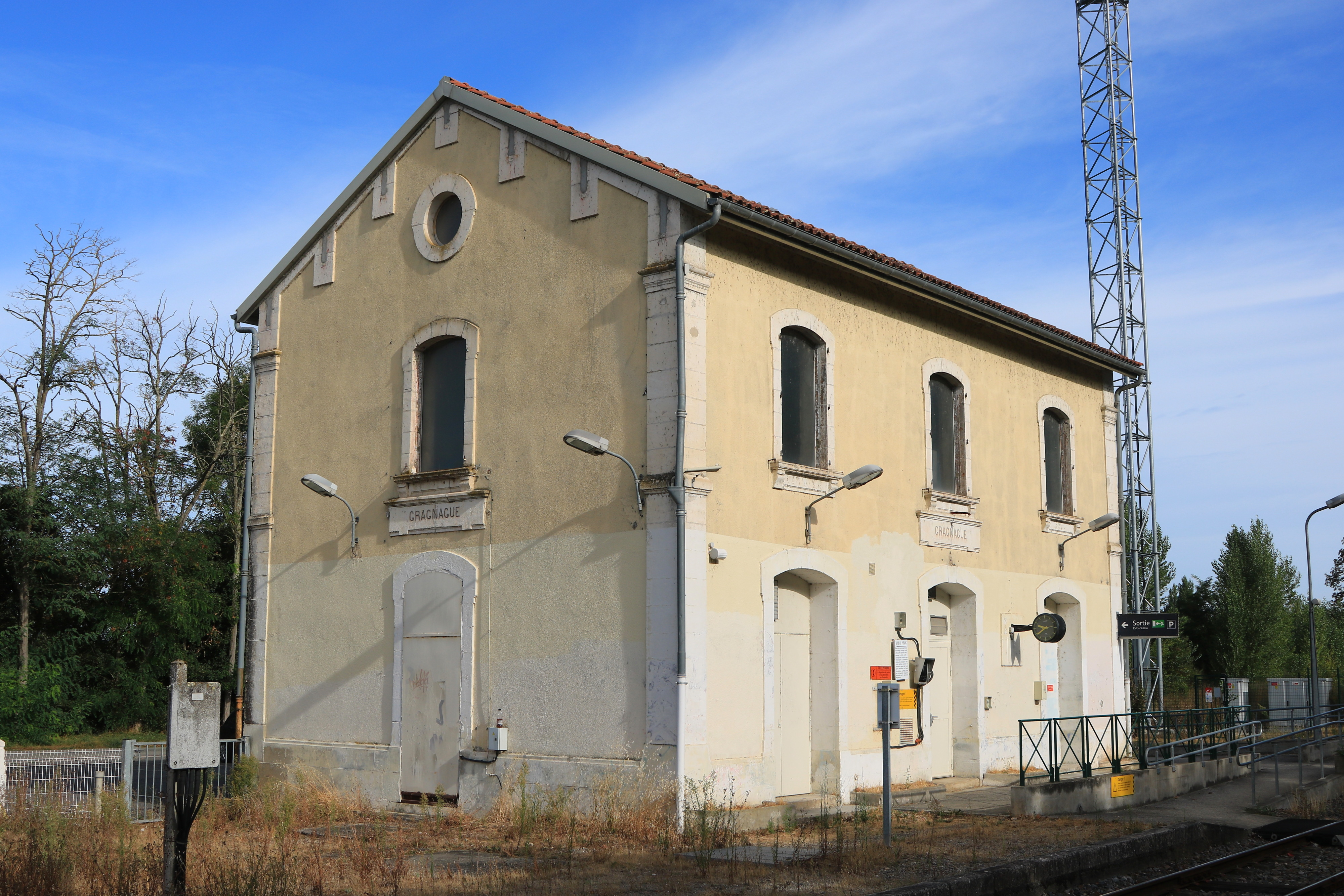
Bahnhof

- Alte Post

- Kirche Saint-Vincent
- Postamt
- Bahnhof